# Матюшко Іван Семенович
Матюшко Іван Семенович — український вчений в галузі математики та інформатики, кандидат педагогічних наук (1970), професор (1991). Більше 30 років викладав у Чернігівському державному педагогічному інституті ім. Т. Г. Шевченка.

## Життєпис
Народився 24 червня 1930 року в селищі Патюти Козелецького району Чернігівської області. У 1953 році закінчив фізико-математичний факультет Ніжинського педагогічного інституту і був залишений на роботі в інституті.
На замовлення Міністерства освіти УРСР з 1961 по 1969 рік проводив дослідження з проблем машинного і безмашинного програмованого навчання, результатом якого стала кандидатська дисертація на тему "Система технічних пристроїв навчання й контролю і методика їх використання при викладанні математики в середній школі", яка була захищена у 1970 році.
З 1971 року − старший викладач кафедри елементарної математики і методики викладання математики ЧДПІ ім. Т.Г.Шевченка. З 1976 року − доцент кафедри геометрії і методики викладання математики. З 1984 року − доцент кафедри педагогіки і методики початкового навчання, з 1989 по 2003 роки − професор цієї ж кафедри.
У 1972-1974 роках  сконструював і виготовив три моделі автоматизованих класів (АК) "Чернігів-1", "Чернігів-2", "Чернігів-3".

## Науковий доробок
Автор понад 80 науково-методичних праць. Найпомітніші з них:
- "Автоматизований клас програмованого навчання "Ніжин-1" (1967, співав.: В.І. Тульчій, Ю.О. Немерич, О.Ф. Удовиченко)
- "Автоматизовані класи" (1974)
- "Практикум з розв'язування задач. Геометрія" (1978, співав.: Тесленко І.Ф., Боровик В.Н., Рафаловський Е.В.; 1985)
- "Активізація пізнавальної діяльності учнів молодших класів в процесі вивчення елементів геометрії" (1994)
- "Елементи історизму в процесі викладання математики в початкових класах" (2000, співав.: Н.М. Федотова, Л.М. Шидловська)
- "Стандартизований контроль знань учнів з математики в початкових класах" (2000, співав.: Н.М. Федотова)
- "Математичні ігри в початкових класах" (2001, співавт.: Н.М. Федотова)